# Rafael Carrasco Garrorena
Rafael Carrasco Garrorena (* 28. September 1901 in Badajoz, Provinz Badajoz, Extremadura, Spanien; † 16. Dezember 1981 Figueres, Alt Empordà, Provinz Girona, Katalonien, Spanien) war ein spanischer Astronom und Entdecker eines Asteroiden.
Rafael Carrasco Garrorena war Professor an der Universität Complutense Madrid und stellvertretender Direktor des Osservatorio di Madrid. Zwischen 1939 und 1943 wurde er nach dem Spanischen Bürgerkrieg von der Professur ausgeschlossen. Nach seiner Wiedereinstellung blieb er bis 1952 im Dienst. Sein Bruder Pedro Carrasco Garrorena war ebenfalls Astronom, sein Cousin Fernando Garrorena war Fotograf.
In Badajoz gibt es eine Straße namens Hermanos Carrasco Garrorena, die nach den Brüdern Pedro und Rafael Carrasco Garrorena benannt ist.

## Entdeckte Asteroiden
| Asteroid      | Asteroidentyp              | Entdeckungsdatum  | Provisorische Bezeichnung(en)                                                            |
| ------------- | -------------------------- | ----------------- | ---------------------------------------------------------------------------------------- |
| (1644) Rafita | Mittlerer Asteroidengürtel | 16. Dezember 1932 | 1935 YA; 1939 XA; 1941 JB; 1949 JC; 1951 VF; 1955 TS; 1957 GD; 1959 UD; A906 RB; A916 BA |

Er entdeckte ebenfalls den Kometen C/1932 H1 (Carrasco).